# Blackmail (pel·lícula de 1929)
 Blackmail  (xantatge, en anglès) és una pel·lícula britànica dirigida per Alfred Hitchcock, estrenada el 1929. És el primer film sonor britànic.

## Argument
El detectiu de Scotland Yard Frank Webber acompanya la seva promesa Alice White fins a una casa de te. Discuteixen i ell marxa, però veu Alice anar-se'n amb Mr. Crewe, un artista amb qui havia acceptat de quedar. Al seu estudi, Crewe canta "Miss Up-to-Date" acompanyant-se al piano. Alice flirteja innocentment amb l'artista, i encuriosida pels pinzells pinta, ajudada per ell, una figura i firma. Crewe que la convenç d'emprovar-se un vestit de ballarina d'una model i, tot fent broma ell li roba un petó. Molesta, Alice vol marxar, però en el moment en què es canvia, l'home intenta violar-la. Palpejant per defensar-se, Alice troba un ganivet de cuina i colpeix el seu assaltant, matant-lo... Intenta dissimular els rastres de la seva presència al pis, i marxa, sense adonar-se que hi ha deixat els seus guants.
L'endemà, Frank, encarregat de l'assumpte, en troba un i el reconeix. Decideix anar a cercar-la a la botiga del seu pare. La parella és sorpresa per un tal Tracey, un lladre de poca volada que va veure sortir Alice de casa de l'artista i ha trobat l'altre guant. L'home intenta fer-los xantatge. Mentrestant, el conserge de l'artista, que ha vist Tracey al lloc del crim, l'identifica. El lladre, esdevingut el principal sospitós, fuig, empaitat per la policia. Intenta amagar-se al British Museum però, finalment, es mata caient a través d'un plafó envidriat de la cúpula. La policia, creient-lo culpable, dona el cas per tancat, però Alice, que ho ignora, es dirigeix a Scotland Yard per entregar-se. Mentre cerca l'inspector principal troba Franck i li explica com va matar Crewe en defensa pròpia. Frank la convenç de no confessar i tots dos marxen.

## Anàlisi

### El context
El 7 de juliol de 1928, Hitchcock coneix una de les seves grans alegries: la seva dona, Alma, li dona una filla, Patricia.
El juliol i agost d'aquest mateix any, poc amo de les seves tries, sense gran plaer, ha de rodar The Manxman, un melodrama el resultat del qual no agradarà gaire el seu productor John Maxwell, fins al punt que en va traslladar l'estrena a l'any següent, el 1929. La pel·lícula, tanmateix, obté llavors un cert èxit.
Hitchcock es quedava tanmateix amb un gust amarg; volia destacar absolutament amb la seva pel·lícula següent. És el que va fer rodant la seva última pel·lícula muda, que va ser també la primera pel·lícula que parlava de la història del cinema anglès.

### El guió
| « | La idea era d'ensenyar el conflicte entre l'amor i el deure. | » |

John Maxwell, que vigilava els teatres londinencs, va localitzar una obra titulada Blackmail signada per Charles Bennett i que va aconseguir un gran èxit en el West End. En va comprar els drets i la va confiar al realitzador. El costat policíac de la intriga no era per desagradar a Hitchcock: The Lodger, la seva primera incursió en el gènere, havia obtingut un franc èxit tant de crítica com de públic.
Hitchcock es va tancar doncs a la casa que acabava d'adquirir a Shamley Green, a cinquanta quilòmetres de Londres, en companyia de l'autor de l'obra, per tal de posar a punt el guió. Aquesta no seria l'última col·laboració entre els dos homes, ja que Bennett, dotat d'un sentit excepcional de la dramatúrgia, treballaria també en l'escriptura de diverses pel·lícules de Hitchcock, des de  The Man Who Knew Too Much  fins a  Foreign Correspondent .
El guió va ser acabat al cap d'alguns dies i, des de novembre de 1928, tot estava a punt per al rodatge. Després d'haver llegit el guió, Maxwell estava entusiasta, però va demanar tanmateix modificar el final, que trobava massa negre. Així, en el guió d'origen, després de la carrera-persecució amb el cantant, Alice era detinguda i el jove era obligat a repetir la primera escena amb els mínims gestos: manilles, identitat judicial... Llavors, trobava el seu col·lega més gran als lavabos i, ignorant la història, preguntava: «Sortiu amb la vostra amiga, aquest vespre?»; l'altre contestava: «No, no, torno a casa», i així la pel·lícula s'havia d'acabar.

### El repartiment
Després de l'acord amb els responsables de l'estudi, Hitchcock pot posar el seu repartiment a punt. Som llavors a febrer del 1929. Per al paper principal, escull l'actriu txeca Anny Ondra– estrella del cine alemany que havia anat a provar sort a la Gran Bretanya– i que acabava d'interpretar la seva pel·lícula precedent. Ondra inaugura la sèrie de les protagonistes rosses hitchcockianes, tot i que més apassionada i sensual que la "rosssa glacial" que acabarà definint el prototipus. Donaria la rèplica a John Longden, que rodarà cinc vegades amb Hitchcock. A propòsit d'aquest duo, Eric Rohmer i Claude Chabrol suggeriran que«van atènyer una qualitat d'interpretació millor que a les pel·lícules mudes precedents»
I el paper del pintor seductor amant i temptador seria confiat a Cyril Ritchard, ballarí estrella de comèdies lleugeres i musicals, gaudint d'una reputació d'encantador amb el públic.

### El rodatge de la primera pel·lícula sonora britànica
Quan Hitchcock comença el rodatge, la primera pel·lícula sonora The Jazz Singer d'Alan Crosland, ja havia sortit als Estats Units feia alguns mesos. Sentia que el cinema abordava un moment frontissa de la seva jove existència. Li hauria agradat experimentar aquesta nova tècnica però ningú no disposava a Anglaterra del material necessari, i molt poques sales estaven equipades per explotar aquestes pel·lícules. Durant el rodatge ho arreglarà perquè es vegi el menys possible la boca dels actors per si el material adequat arribava entre el final del rodatge i l'estrena.
A finals d'abril de 1929, la majoria de les escenes eren en una sala. Llavors John Maxwell té una sorpresa pel seu director: li mostra als estudis de la BIP, l'estudi de gravació RCA directament importat dels Estats Units que acabava d'adquirir.
La versió muda estava acabada, i Maxwell i Hitchcock van decidir difondre-la en la data prevista tot treballant per la versió sonora.
Hitchcock va dirigir doncs la primera pel·lícula que parla de la història del cinema nacional britànic malgrat les reserves d'algunes crítiques que deien: «El sonor matarà el cinema, aquesta manera de treballar les llums i el muntatge perquè tot sigui comprès sense dir una paraula o el menys possible, perdrà la seva dimensió universal...»
En teoria, la idea era seductora, però el treball d'adaptació sonor aixecava alguns problemes. En aquella època, evidentment, res estava concebut pel sonor. La postsincronització no existia i era impossible afegir el so als plans ja rodats. Calia fer-ho de nou completament.
Només algunes escenes, en realitat, es van tornar a rodar; per convèncer-se'n, n'hi ha prou amb comparar aquesta versió amb l'única còpia muda encara existent conservada al British Film Institute. Donald Spoto, el biògraf del cineasta, que ha tingut la possibilitat de visionar les dues versions, és formal: «Hitchcock només va refer un molt petit nombre de seqüències acompanyades d'efectes musicals i sonors registrats en directe.»
Les escenes que van ser rodades integralment de nou són les del taller del pintor, de la cambra d'Alice - quan entra de bon matí i on xiulen els canaris–, i de l'esmorzar amb la veïna que no deixa de repetir la paraula "ganivet", introduint així per primera vegada un exemple de so subjectiu.
Blackmail és una obra experimental en tots els sentits del terme. L'equip de rodatge es va haver d'adaptar a la tècnica del sonor. En aquella època, les càmeres no anaven equipades amb silenciador, i produïen un brunzit contingut i poderós. Calia doncs aïllar-les en una cabina insonoritzada, cosa que comportava una certa rigidesa en l'escenificació. Els mateixos actors els costa sotmetre's a les exigències d'aquesta nova instal·lació. El micròfon era enganxat en una caixa de fusta que un tècnic tenia sobre els actors.
L'arribada del sonor va ser fatal per alguns actors. Així l'inspector en cap de la versió muda va ser reemplaçat i es va presentar un gran problema amb l'actriu principal. En efecte, Anny Ondra, filla d'un botiguer de Chelsea a la pel·lícula, tenia en realitat un fort accent eslau. Va haver de passar una prova amb Hitchcock en persona:
Es va demostrar, i Anny Ondra ho va reconèixer, que no podia mantenir el paper. Tornar a rodar les seves escenes suposava tornar a rodar tota la pel·lícula. Hitchcock va esquivar el problema col·locant l'actriu Joan Barry– que seria l'estrella de Rich and Strange  dos anys més tard– a la cabina de so. Barry recitava el diàleg i Ondra es conformava a moure els llavis davant la càmera. Aquí Hitchcock inventava la postsincronització!

### El llenguatge hitchcockià aBlackmail
En una pel·lícula de Hitchcock, cada detall es té en compte, i res no es deixa a l'atzar. El llenguatge hitchcockià ja és definit en aquella època. Així, durant el vagareig d'Alice, aquesta passa davant d'un rètol publicitari d'una ginebra que anuncia que és «d'una puresa blanca»; una evocació evident del cognom d'Alice (White, blanc) i de la situació en la qual es troba. Es descobreixen elements que seran la marca de l'estil de l'autor, des de l'escena del mort– un primer pla sobre l'arma del crim, la importància subratllada de les mans, les imatges posades en paral·lel– i fins a l'espectacular escena que prefigura el final de  Perseguit per la mort: la persecució sobre la cúpula del British Museum.
L'escenificació continua estant fortament influenciada per l'expressionisme: jocs d'ombres i de llums, imatges obsessives: quan el pintor s'apropa a Alice per preparar el seu crim, una ombra ve a dibuixar-li un bigoti barroc. Per a Hitchcock, es tractava de fer-li l'ullet al cinema mut –el dolent generalment hi duia mostatxo– i, quan Alice decideix tornar a la policia per reconèixer el seu crim, es veu sobre el seu coll aparèixer una ombra que ve com per escanyar-la.
Per a les escenes dins del museu, Hitchcock ha d'innovar. En efecte, com ho confirmarà a François Truffaut: «No hi havia prou llum. Va caldre trobar un altre mitjà de rodar aquestes escenes: nosaltres ens vam servir de l'efecte Schüfftan». El 1927 Fritz Lang acabava de dirigir una pel·lícula que seria aviat tota una referència: Metropolis. En el rodatge, el director encarregà els efectes especials a Eugen Schüfftan (1893-1977), que va elaborar un procediment de trucatge, molt utilitzat posteriorment, que porta el seu nom americanitzat. Hitchcock, va aplicar-lo, fent col·locar un mirall amb un angle de 45 graus on es reflectia una foto del decorat del museu es reflectia –per fer les fotos van caldre exposicions de 30 minuts i es van prendre des de 9 indrets diferents. Hitchcock explicarà a François Truffaut que va rodar les escenes trucades d'amagat dels productors, ja que temia que aquests, ignorant l'efecte Shuftan, desconfiessin.
Blackmail farà comprendre a Alfred Hitchcock que la vena policíaca és la que convé millor al seu cinema. Aquesta pel·lícula és d'una amoralitat total: el culpable no és castigat, i un innocent mor... Hitchcock, que llavors només és un jove realitzador, va molt lluny. Aquesta pel·lícula és construïda sobre oposicions: el que es mostra i el que s'amaga, el que diu i el no que no diu. El que no es veu és més inquietant que el que es veu: així, en l'escena de l'homicidi, es permet un muntatge en el mateix pla, creant una el·lipse, una fórmula que serà recurrent a les seves obres. Blackmail és la matriu quasi definitiva de tot el gran cinema de Hitchcock, tal com esclatarà en els anys que seguiran.

### La utilització del so aBlackmail
Hitchcock no veia el so com un accessori, sinó com una peça més del llenguatge cinematogràfic. John Longden en dona testimoni: «Alfred Hitchcock discernia les possibilitats del so i les va experimentat d'entrada amb efectes molt avançats al seu temps. Es podria dir que va crear el prototip de pel·lícula sonora dramàtica. Recordo una escena on, fent el meu paper de policia, havia de recórrer una habitació amb un aire falsament indolent tot buscant-hi indicis. Preocupat per preservar la tensió, Hitch no volia acompanyament musical per a aquesta seqüència, però va tenir la idea de fer-me xiular. En aquella època, The Singing Fool  (el boig musical) tenia un enorme èxit i les cançons d'Al Jonhson eren a tots els llavis. Hitch em va fet doncs xiular la sintonia de Sonny Boy. Per mi, res no és més típicament hitchcockià més que els peus de nas d'aquest gènere.» A Blackmail , el so construeix la pel·lícula tant com la imatge. Així, en l'escena del taller, quan el pintor es posa a cantussejar al piano una cançó picaresca, Hitchcock intenta reforçar el suspens preparant l'escena que segueix: la temptativa de violació i l'homicidi a continuació. La tornada cantada pel pintor es defineix com premonitòria: «Avui estàs enamorat de dos ulls grisos que presideixen una jornada horrorosa...»
La utilització més espectacular del so intervé tanmateix en el moment de la seqüència on una clienta apareix a la cuina en el moment en què Alice esmorza en família: «Matar un home d'aquesta manera!, exclama. Amb un ganivet. Un bon cop sobre el crani amb un maó passa encara, és tan anglès! Però un ganivet! Un ganivet no, això no es fa! I després, un ganivet, cal saber manejar-lo. Hi ha ganivets i ganivets, entens. A Chelsea, ningú no es passeja amb un ganivet.» Llavors, la seva veu es difumina a poc a poc i només la paraula "ganivet" (knife) continua sent audible, invasora i obsessiva. Hitchcock, així, ens submergeix en l'univers sonor d'Alice, i crea «la primera experiència del so subjectiu». Al final de l'escena no li falta humor: el pare d'Alice demana a la seva filla que talli una llesca de pa, però el ganivet se li escapa de les mans. En el mateix moment, la veïna profereix un últim "ganivet".
El treball sobre els encadenaments és particularment polit. I es pot admirar la manera com Hitchcock enllaça, sobre un crit, el pla on Alice es troba brutalment cara a cara amb un vagabund en la mateixa posició que el pintor mort i el pla de la dona de fer feines que descobreix el cadàver. Éric Rohmer i Claude Chabrol destaquen que Hitchcock aconsegueix fer tangible l'inexpressable amb l'ajuda d'un simple petit soroll, com en l'escena on Alice, l'endemà del crim, veu entrar el seu promès detectiu a la botiga paterna. Endevina a la seva cara les sospites que el trastornen i el timbre de la porta ressona al seu cap com un toc de morts.

## Rebuda de la critica
A l'estrena de la pel·lícula des de la seva versió muda, la premsa està encantada per l'oposició entre el deure i l'amor i, més exactament, l'amor oposat al deure. Es troba l'oposició hitchcockiana entre la societat i l'individu: la societat obliga Franck a denunciar la seva promesa, el seu amor ho impedeix.
I el públic va seguir. Des de la seva estrena el juny de 1929, Blackmail coneix un verdader triomf. Tanmateix, els espectadors britànics havien manifestat les més extremes reserves de cara al sonor, agradant-los burlar-se de l'accent ianqui dels actors americans.
A partir d'aquest moment, Hitchcock és considerat com el més gran director britànic. La publicitat feta al voltant d'aquesta pel·lícula li permet fins i tot oferir-se el luxe de contractar un agregat de premsa personal. Amb ell, pot atènyer l'objectiu que s'havia fixat, és a dir ser lliure i independent en la seva acció, fundant una societat de responsabilitat limitada: la Hitchcock Baker Ltd. Una vegada més, innovava sent el primer cineasta a permetre-ho a Europa a semblança de Charlie Chaplin als Estats Units.
Es diu, d'altra banda, que Chaplin hauria pensat en una seqüència de Blackmail quan, a Modern Times, el seu personatge de Charlot aprofita la seva detenció per demanar un cigar pagat per la policia.

## Repartiment
- Anny Ondra: Alice White
- Sara Allgood: Mrs White
- Charles Paton: Mr White
- John Longden: Inspector Frank Weber
- Donald Calthrop: Tracy
- Cyril Ritchard: Mr Crewe, l'artista
- Hannah Jones: Mrs. Humphries, llogatera
- Harvey Braban: Inspector en cap
- Ex-Detectiu Sergeant Bishop: Sergent
- Phyllis Monkman: Minyona
- Percy Parsons: Malfactor
- Jonny Butt: Sergent

## Al voltant de la pel·lícula
- En una visita de la duquessa Elizabeth de York, futura Reina Mum, al plató, Hitchcock va infringir l'etiqueta fent-li treure's el barret per posar-li els auriculars.
- Seqüències documentals amb autèntics policies van ser inserides al muntatge.
- El cameo de Hitchcock en aquesta pel·lícula és un dels primers i dels més cèlebres de la filmografia: Hitchcock intenta llegir al metro, però un nen el molesta.